# Monica Pimentel
Monica Pimentel (sinh ngày 7 tháng 1 năm 1989) là một vận động viên taekwondo người Aruba. Cô thi đấu ở hạng cân 49 kg tại Thế vận hội mùa hè 2016 và thua Yasmina Aziez trong vòng sơ loại.